# Steinmühle (Rothenburg ob der Tauber)
Steinmühle ist ein Gemeindeteil der Großen Kreisstadt Rothenburg ob der Tauber im Landkreis Ansbach (Mittelfranken, Bayern). Steinmühle liegt in der Gemarkung Rothenburg ob der Tauber.

## Geografie
Die Einöde liegt an der Tauber und am Blinkbach, der hier als linker Zufluss in die Tauber mündet. Ein Anliegerweg führt zur Staatsstraße 1022 (0,1 km südöstlich), die nach Rothenburg zur Staatsstraße 2419 (0,5 km östlich) bzw. nach verläuft Bossendorf (5 km westlich).

## Geschichte
Die Mühle ist seit dem 12. Jahrhundert bezeugt. Damit ist die Steinmühle die älteste Mühle Rothenburgs. Ihr ursprünglicher Name lautete „Bruckenmühle“. In der Folgezeit wurde sie „Baumgartsmühle“, „Mühle hinter der altenpurk“, „Mühle bei dem Kaiserstuhl“, „Mühle der Bullensteinin“ und „Mühle des Peter Hirsching“ genannt. 1650 wurde sie zur frei stehenden Sägemühle erweitert.
Mit dem Gemeindeedikt (frühes 19. Jahrhundert) wurde der Ort dem Steuerdistrikt und der Munizipalgemeinde Rothenburg ob der Tauber zugewiesen.
Um 1920 erfolgte die Modernisierung zur Kunstmühle und war bis 1980 als Getreidemühle in Betrieb. Heute dient das Mühlengebäude als Wohnhaus.

### Baudenkmal
- Taubertalweg 50 a/b: Steinmühle; massives Hauptgebäude, Fachwerkgiebel, 16. Jahrhundert; runder Torbogen zum Hof; Wohnbau, Krüppelwalmdach, 17./18. Jahrhundert; massives Wirtschaftsgebäude, wohl 19. Jahrhundert[6]

### Einwohnerentwicklung
| Jahr      | 001818 | 001840 | 001871 | 001885 | 001900 | 001925 | 001950 | 001961 | 001970 | 001987 |
| Einwohner | 3      | 5      | 6      | 14     | 9      | 10     | 23     | 6      | 4      | *      |
| Häuser    | 1      | 2      |        | 2      | 2      | 2      | 2      | 2      |        | *      |
| Quelle    | [ 8 ]  | [ 9 ]  | [ 10 ] | [ 11 ] | [ 12 ] | [ 13 ] | [ 14 ] | [ 15 ] | [ 16 ] | [ 17 ] |

## Religion
Der Ort ist seit der Reformation evangelisch-lutherisch geprägt und bis heute nach St. Jakob (Rothenburg ob der Tauber) gepfarrt. Die Einwohner römisch-katholischer Konfession sind nach St. Johannis (Rothenburg ob der Tauber) gepfarrt.